# Bruno Mooneyhan
Bruno Fernandes Mooneyhan Silva (Natal, 14 de Março de 1990) é um engenheiro, modelo, atleta e míster de ascendência norte-americana, internacionalmente conhecido por ter ganho o certame Men Universe Model 2014, realizado no dia 10 de junho de 2014 em Santo Domingo, na República Dominicana, se tornando o primeiro, e até então, único brasileiro a obter tal feito.

## Concursos

### Mister Brasil Universo
Com a vitória no Estadual, Bruno seguiu rumo a disputa nacional. Em Recife, o potiguar ultrapassou outros vinte e seis (26) candidatos representantes de todas as unidades federativas do Brasil e o Distrito Federal. Com ápice no dia 21 de abril no teatro Luiz Mendonça, Bruno tornou-se o grande campeão da noite e foi escolhido como representante brasileiro no Men Universe Model.

### Men Univere Model
Primeiro e único brasileiro a conquistar o título neste concurso até então, Mooneyhan venceu na noite do dia 10 de junho em Santo Domingo, na República Dominicana. O potiguar disputou a faixa ao lado de mais de 27 candidatos. A final foi transmitida ao vivo na Internet.

## TV
Em 2019, integrou o elenco principal da quarta temporada de De Férias com o Ex Brasil. Em 2021 ingressou na Rio Shore.